# Grande Prêmio de Mônaco de 1976
Resultados do Grande Prêmio de Mônaco de Fórmula 1 realizado em Montecarlo em 30 de maio de 1976. Sexta etapa da temporada, nele o vencedor foi o austríaco Niki Lauda que subiu ao pódio ladeado por Jody Scheckter e Patrick Depailler, pilotos da Tyrrell-Ford.

## Classificação da prova
| Pos. | Nº | Piloto             | Construtor         | Voltas | Tempo/Diferença | Grid | Pontos     |
| ---- | -- | ------------------ | ------------------ | ------ | --------------- | ---- | ---------- |
| 1    | 1  | Niki Lauda         | Ferrari            | 78     | 1:59:51.47      | 1    | 9          |
| 2    | 3  | Jody Scheckter     | Tyrrell-Ford       | 78     | + 11.13         | 5    | 6          |
| 3    | 4  | Patrick Depailler  | Tyrrell-Ford       | 78     | + 1:04.84       | 4    | 4          |
| 4    | 34 | Hans-Joachim Stuck | March-Ford         | 77     | + 1 volta       | 6    | 3          |
| 5    | 12 | Jochen Mass        | McLaren-Ford       | 77     | + 1 volta       | 11   | 2          |
| 6    | 30 | Emerson Fittipaldi | Fittipaldi-Ford    | 77     | + 1 volta       | 7    | 1          |
| 7    | 16 | Tom Pryce          | Shadow-Ford        | 77     | + 1 volta       | 15   |            |
| 8    | 17 | Jean-Pierre Jarier | Shadow-Ford        | 76     | + 2 voltas      | 10   |            |
| 9    | 8  | José Carlos Pace   | Brabham-Alfa Romeo | 76     | + 2 voltas      | 13   | [ 1 ]      |
| 10   | 28 | John Watson        | Penske-Ford        | 76     | + 2 voltas      | 17   | [ 1 ]      |
| 11   | 21 | Michel Leclère     | Wolf-Williams-Ford | 76     | + 2 voltas      | 18   | [ 1 ]      |
| 12   | 26 | Jacques Laffite    | Ligier-Matra       | 75     | Acidente        | 8    | [ 1 ]      |
| 13   | 22 | Chris Amon         | Ensign-Ford        | 74     | + 4 voltas      | 12   | [ 1 ]      |
| 14   | 2  | Clay Regazzoni     | Ferrari            | 73     | Acidente        | 2    | [ 1 ]      |
| Ret  | 6  | Gunnar Nilsson     | Lotus-Ford         | 39     | Motor           | 16   | [ 1 ]      |
| Ret  | 10 | Ronnie Peterson    | March-Ford         | 26     | Acidente        | 3    | [ 1 ]      |
| Ret  | 11 | James Hunt         | McLaren-Ford       | 24     | Motor           | 14   | [ 1 ]      |
| Ret  | 9  | Vittorio Brambilla | March-Ford         | 9      | Suspensão       | 9    | [ 1 ]      |
| Ret  | 19 | Alan Jones         | Surtees-Ford       | 1      | Colisão         | 19   | [ 1 ]      |
| Ret  | 7  | Carlos Reutemann   | Brabham-Alfa Romeo | 0      | Acidente        | 20   | [ 1 ]      |
| DNQ  | 20 | Jacky Ickx         | Wolf-Williams-Ford |        |                 |      |            |
| DNQ  | 38 | Henri Pescarolo    | Surtees-Ford       |        |                 |      |            |
| DNQ  | 37 | Larry Perkins      | Boro-Ford          |        |                 |      |            |
| DNQ  | 24 | Harald Ertl        | Hesketh-Ford       |        |                 |      |            |
| DNQ  | 35 | Arturo Merzario    | March-Ford         |        |                 |      |            |
| DNS  | 5  | Mario Andretti     | Lotus-Ford         |        |                 |      | [ nota 2 ] |

## Tabela do campeonato após a corrida
| Pos. | Piloto            | Pontos |
| ---- | ----------------- | ------ |
| 1    | Niki Lauda        | 48     |
| 2    | Clay Regazzoni    | 15     |
| 3    | James Hunt        | 15     |
| 4    | Patrick Depailler | 14     |
| 5    | Jody Scheckter    | 14     |

| Pos. | Construtor   | Pontos |
| ---- | ------------ | ------ |
| 1    | Ferrari      | 51     |
| 2    | Tyrrell-Ford | 22     |
| 3    | McLaren-Ford | 21     |
| 4    | Ligier-Matra | 7      |
| 5    | March-Ford   | 6      |

- Nota: Somente as primeiras cinco posições estão listadas. A temporada de 1976 foi dividida em dois blocos de oito corridas onde cada piloto descartaria um resultado. Neste ponto esclarecemos: na tabela dos construtores figurava somente o melhor colocado dentre os carros do mesmo time.